# PlayStation Official Magazine – UK
PlayStation Official Magazine – UK, generalmente abreviado como OPM, es una revista con sede en el Reino Unido que cubre noticias de PlayStation, creada originalmente en el invierno de 2006. Aunque el primer número se distribuyó en intervalos de tres meses, del número 2 en adelante, se convirtió en un segmento mensual. Desde el número 7 (junio de 2007) hasta el número 84 (junio de 2013), la revista vino con un disco Blu-ray jugable. Cubre principalmente juegos y material de PlayStation 3 y PlayStation 4. Sin embargo, también cubre el material de PlayStation Vita. La revista cubre el estilo de vida de PlayStation, así como todos los aspectos de los medios de alta definición en menor detalle.